# Ugalla (Tansania)
Ugalla ist ein Ort im Distrikt Nsimbo in der Region Katavi in Tansania, die am westlichen Ufer des Mtambo vor dessen Mündung in den Ugalla liegt. Ugalla befindet sich am Lujaba Sumpfgebiet, dass die beiden Flüsse säumt.
Vor der Schaffung der Region Katavi im Jahr 2012 gehörte der Ort zur Region Rukwa.

## Einwohner
Gemäß Einwohnerzählung aus dem Jahr 2012 leben in und um Ugalla insgesamt 8'559 Personen. Die durchschnittliche Haushaltsgröße betrug 5,5 Personen.

## Verkehr
Ugalla besitzt mit Ugalla River einen Durchgangsbahnhof an der Nebenstrecke Kaliua–Mpanda. Es verkehren jeweils Montag, Mittwoch und Samstag mit planmäßiger Abfahrtszeit um 09:01 Uhr in dreieinhalb Stunden mit Zwischenhalt in Katumba nach Mpanda und am Dienstag und Sonntag mit planmäßiger Abfahrtszeit um 00:20 Uhr nach Tabora (Stand: Mai 2018). Von Tabora aus führen Bahnstrecken nach Kigoma, Dodoma und Mwanza.
Zusätzlich besteht eine Straßenverbindung, die über Kanoge nach Mpanda führt, sowie eine weitere Verbindung zur Hauptstraße zwischen Mpanda und Uvinza.